# Продажа девственности на интернет-аукционе

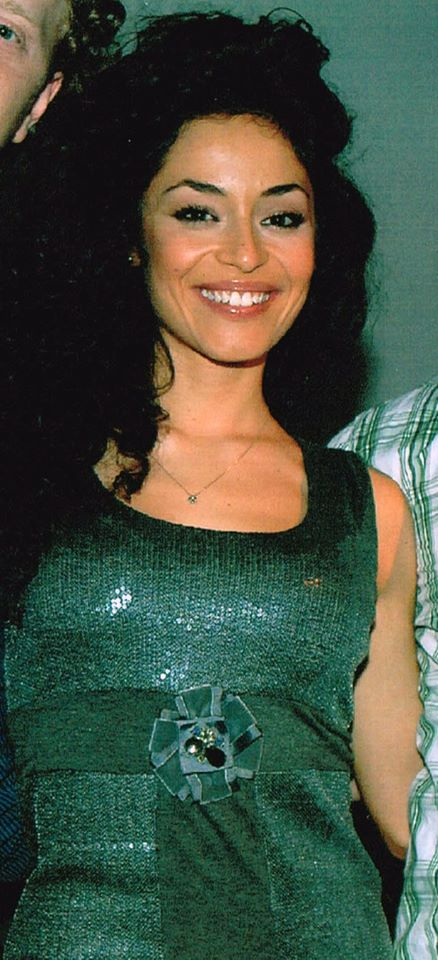
Итальянская модель Раффаэлла Фико во время интервью 2008 года заявила, что она выставит на аукцион свою девственность, хотя требование не было серьёзным, и она так и не сделала этого.

Продажа девственности на интернет-аукционе — феномен, при котором девственная девушка выставляет лот на интернет-аукцион, обещая заняться вагинальным сексом с его победителем. При этом отдельные случаи, в которых ставки достигают сотен тысяч долларов, получают общественный резонанс.

## Причины
Традиционное общественное мнение во многих культурах высоко ценит девственность, что может вызывать денежные спрос и предложение на неё. Слыша о продажах девственности за огромную сумму, девушки интересуются ценой своей девственности и некоторые из них также выставляют её на аукцион.

## Экономический анализ
Потенциальное появление свободного рынка девственности сводит на нет вероятность западных девушек получить значительную сумму за продажу девственности, поскольку в этом случае предложение резко вырастет, а в условиях значительной конкуренции упадёт цена девственности. Кроме того, к обесцениванию девственности ведёт и то, что в некоторых других культурах девственность ценится значительно ниже и тем самым предложение больше — например, стоимость девственности в Мексике составляет порядка 400 долларов.
По мнению экономиста Фабио Мариани, ценность девственности в различных культурах отличается в соответствии с выигрышем, получаемым девушкой на брачном рынке. Если сохранение девушкой девственности увеличивает её шанс на вступление в брак, то её продажа на аукционе его уменьшает, что приводит к уменьшению относительной выгодности продажи девственности на аукционе по сравнению с обычным участием поиском супруга. Наконец, большее неравенство в распределении дохода среди мужчин, чем среди женщин приводит к повышению потенциального выигрыша от сохранения девственности и уменьшению относительно выгоды продажи девственности.
Продажа девственности табуирована, а редкие случаи продажи девственности на интернет-аукционе со значительным общественным резонансом приводят к стигматизации этой деятельности. Это уменьшает как общую (а не только материальную) выгоду объектов стигматизации, так выгоду для группы продавщиц девственности целиком.

## Критика
По мнению правоведа Кимберли Кравец, возможные причины критики интернет-аукционов девственности — это сама продажа сексуальных услуг, продажа именно девственности, а также агрессивность продвигаемого товара. При этом, хотя индустрия сексуальных услуг и осуждается обществом в целом, отдельные случаи не вызывают внимания общества, кроме тех, которые, например, связаны со знаменитостями.
Продажа девственности вызывает неодобрение общества как религиозно-консервативного, так и либерально-феминистического. Однако лишь немногие западные девушки в возрасте, скажем, 22 лет остаются девственницами, а большинство теряет девственность в совершенно неромантических обстоятельствах — под влиянием алкоголя, при недостаточной заинтересованности в сексуальном сношении. Критики продажи девственности зачастую представляют излишне романтичную картину потери девственности девушками. Представление, что продажа сексуальных услуг осуждаема, но допустима, а продажа девственности — нет, означает, что девушки вольны превращать в товар, тем самым уменьшая свою ценность в общественном мнении, только то, что уже имеет меньшую ценность.
Наконец, негативное отношение усиливается агрессивным самопиаром некоторых продавщиц девственности, поскольку тем самым они сдвигают социальные границы. Кроме того, выставление на продажу того, что в обществе считается исключительно ценным, обесценивает его и потенциально влияет на всех людей. Возможно, такая продажа, предпринятая с активным продвижением товара, является более предосудительной именно за счёт большего влияния на изменения допустимого в обществе.